# 科梅尔西区
科梅尔西区（法語：Arrondissement de Commercy）是法国默兹省所辖的一个区。总面积1932.2平方公里，总人口42738，人口密度22人/平方公里（2018年）。主要城镇为科梅尔西。

## 辖区
科梅尔西区辖有135个市镇。